# آنجلو کورسی
آنجلو کورسی (انگلیسی: Angelo Corsi؛ زادهٔ ۱۸ مهٔ ۱۹۸۹) بازیکن فوتبال اهل ایتالیا است.
از باشگاه‌هایی که در آن بازی کرده‌است می‌توان به باشگاه فوتبال اسپال، باشگاه فوتبال دلفینو پسکارا، و باشگاه فوتبال یو. اس. پرگولیتزه اشاره کرد.